# Ghailene Khattali
Ghailene Khattali, né le 17 juin 2000, est un céiste tunisien.

## Carrière
Il est médaillé d'or en C1 200 mètres et en C1 1 000 mètres, et médaillé de bronze en C2 200 mètres et en C2 1 000 mètres avec Mohamed Seifallah Kendaoui aux Jeux africains de 2019.
Il participe aux Jeux olympiques d'été de 2020 à Tokyo.
Il remporte la médaille d'or en C1 1 000 mètres ainsi que la médaille d'argent en C2 500 mètres avec son frère Adlène Khattali aux championnats d'Afrique de course en ligne de canoë-kayak 2023, se qualifiant ainsi pour les Jeux olympiques d'été de 2024 à Paris.  Il est aussi lors de ces championnats médaillé de bronze en C2 mixte 500 mètres, médaillé d'or en C2 200 mètres et médaillé d'argent en C2 1 000 mètres.